# Добрые времена (мультсериал)
«Добрые времена» (англ. Good Times) — американский комедийный мультсериал для взрослых, созданный Ранадой Шепард.
Мультсериал основан на одноимённом телесериале, выходившем в 1974—1979 годах на канале CBS. Оригинальный телесериал был новаторским ситкомом своей эпохи и является первым телешоу, посвящённым чернокожей семье.
Мультсериал вышел на Netflix 12 апреля 2024 года, через 50 лет после выхода оригинального телесериала.

## Сюжет
Реджи Эванс приходится внуком Джеймсу и Флориде Эванс	из оригинального телесериала. Реджи живёт всё в той же квартире 17С в социальном жилье в бедном районе Чикаго. Он работает таксистом, его жена Беверли — домохозяйка, но постепенно она вовлекается в общественную работу. У пары трое детей: Джуниор, Грей и Далвин. Джуниор самый старший среди детей. У него проблемы с концентрацией внимания и он уже несколько раз оставался на второй год. С другой же стороны он талантливый художник. Грей — умная девочка, она активистка и иногда даже в ущерб самой себе. Самый маленький в семье Далвин. Он торгует наркотиками, поэтому Реджи выгоняет его из дома. Далвин обычно проводит время на «точке» на улице вместе со своей няней.
Реджи в какой-то момент остаётся без машины и вынужден искать работу через центр занятости. Там ему ничего не могут предложить кроме работы в полиции. Реджи приходится согласиться на эту работу, но никому дома он признаться в этом не может. Домашние считают, что Реджи работает сантехником. Ему приходится прятаться, когда патрулирование происходит в его районе. Беверли удаётся одолеть на выборах Дельфину и стать главой жилищного совета. Хотя её намерения благи и она искренне хочет помочь жителям своего дома, тщеславие начинает брать над ней верх. Она идёт на поводу у городских властей и вовлекает свой район в процесс джентрификации. На деле местные жители в результате этого просто потеряют своё жильё и окажутся на задворках. После перестройки района они не смогут платить арендную плату за жильё в новых современных домах. Джуниор влюбляется в девушку по имени Смучи, но та оказывается сестрой Скучи, лидера местной банды. Джуниору приходится вступить в банду, чтобы завоевать её расположение.

## Роли озвучивали
Основные
- Джей Фэро[англ.] — Джуниор Эванс
- Марсэй Мартин — Грей Эванс
- Слинк Джонсон[англ.] — Далвин Эванс
- Иветт Николь Браун — Беверли Эванс
- Джей Би Смув — Реджи Эванс

Второстепенные
- Рашида Олайивола — Лиза
- Тиша Кэмпбелл — Дельфина
- Лил Рел Хауэри — Скучи
- Габриэль Деннис — Смучи

## Производство
Ранада Шепард выступила шоураннером и исполнительным продюсером мультсериала в соавторстве с Карлом Джонсом. Исполнительными продюсерами выступили Норман Лир и Брент Миллер в рамках своей студии Act III Productions, баскетболист Стефен Карри, Эрик Пейтон и Джерон Смит (Unanimous Media), Сет Макфарлейн и Эрика Хаггинс (Fuzzy Door). Продюсировали проект Sony Pictures Television. Привлечённый к работе над мультсериалом Норман Лир работал ещё над оригинальным телесериалом. Он умер в конце 2023 года в возрасте 101 года. Карл Джонс покинул проект из-за творческих разногласий.
27 марта 2024 года вышел трейлер предстоящего мультсериала, который вызвал неоднозначную реакцию зрителей. Его раскритиковали за противоречие стилю и духу оригинала. Трейлером были недовольны и в «Национальной ассоциации содействия прогрессу цветного населения» (NAACP).

## Приём
Мультсериал вышел на Netflix 12 апреля 2024 года. Из-за негативной реакции на него в социальных сетях, Netflix не стали делать его доступным заранее для критиков. В The Hollywood Reporter указали на то, что мультсериал не демонстрирует очарования и теплоты оригинального телесериала. Он сделан для взрослых и в целом скорее отталкивает. Юмор в значительной степени основан на стереотипах и отсылках к поп-культуре, которые в лучшем случае являются устаревшими. Тем не менее, было отмечено, что к концу сезона мультсериал становится лучше, но ему всё равно мешает название. Хотя в нём и присутствуют забавные и многообещающие вещи, но уровня своих вдохновителей («Пи Джи», «Гетто» и «Дети Биби») он не достигнет. В Variety отметили, что мультсериал выглядит устаревшим, как будто сценарий был написан десятилетия назад, а персонажи похожи на карикатуры на чернокожих из мемов. В CNN отметили, что переход телесериала в анимацию позволяет авторам излишества, например говорящих тараканов или кровавое насилие. Выбор же названия для мультсериала больше похож на циничный способ привлечения внимания. На NPR посчитали, что было бы лучше просто делать оригинальный мультсериал, без багажа и ожиданий, связанных с телесериалом, но в этом случае Netflix не получил бы столько внимания от зрителей. В The Guardian заявили, что мультсериал проявляет неуважение и уничтожает культурное наследие оригинального телесериала.

## Список эпизодов
| № общий | № в сезоне | Название                                                  | Режиссёр                         | Сценарист     | Премьерный показ |
| ------- | ---------- | --------------------------------------------------------- | -------------------------------- | ------------- | ---------------- |
| 1       | 1          | «Встречайте новых Эвансов» «Meet the Evans of New»        | Аарон Брюер                      | Ранада Шепард | 12 апреля 2024   |
| 2       | 2          | «Дефицит внимания» «Black of Focus»                       | Эннмари Робертс и Тайри Диллихей | Ранада Шепард | 12 апреля 2024   |
| 3       | 3          | «Анатомия Грей» «Grey’s Anatomy»                          | Эннмари Робертс                  | Ранада Шепард | 12 апреля 2024   |
| 4       | 4          | «Они предстали перед Илоном» «They Came Before Elon»      | Брайан Кауфман                   | Ранада Шепард | 12 апреля 2024   |
| 5       | 5          | «Цветные выборы» «Primary Coloreds»                       | Тристрам Ваплс                   | Ранада Шепард | 12 апреля 2024   |
| 6       | 6          | «Красное соглашение» «The Red Treaty»                     | Брайан Кауфман и Тристрам Ваплс  | Ранада Шепард | 12 апреля 2024   |
| 7       | 7          | «День чернокожей любви» «#BlackLoveDay»                   | Эннмари Робертс и Тайри Диллихей | Ранада Шепард | 12 апреля 2024   |
| 8       | 8          | «Большая сестра следит за тобой» «Big Sister Is Watching» | Брайан Кауфман                   | Ранада Шепард | 12 апреля 2024   |
| 9       | 9          | «Переезд» «Moving On Out»                                 | Аарон Брюер                      | Ранада Шепард | 12 апреля 2024   |
| 10      | 10         | «Мнения разделились» «The Projects Divided»               | Тристрам Ваплс                   | Ранада Шепард | 12 апреля 2024   |